# Вулиця Симона Петлюри (Конотоп)
Вулиця Симона Петлюри — одна з вулиць міста Конотоп Сумської області у мікрорайоні «Порт». Пролягає від вулиці Успенсько-Троїцька до околиці міста у напрямку села Попівка Конотопського району.

## Історія
Вулиця Рябошапка — перша відома назва цієї вулиці, яка названа у 1981 році на честь Героя Радянського Союзу (посмертно) Василя Рябошапка, який загинув 3 квітня 1942 року в бою під час Другої світової війни.
16 лютого 2023 року на позачерговій сесії Конотопської міської ради вулиця Рябошапка перейменована на вулицю Симона Петлюри.

## Інфраструктура
На вулиці розташований Конотопський вертолітний завод (нині — Конотопський авіаремонтний завод «Авіакон»).
Вулицею курсує трамвайний маршрут № 2 до кінцевої зупинки підприємства «Мотордеталь».